# Лоренцо Гафа
Лоренцо Гафа (англ. Lorenzo Gafà, 1639—1703) — мальтійський архітектор та скульптор епохи бароко. Він спроектував багато церков на Мальтійських островах, включаючи собор Святого Павла в Мдіні та собор Успіння у Вікторії, Гозо. Він був молодшим братом скульптора Мельхіоре Кафа.

## Біографія
Гафа народився в 1639 році в Біргу у родині різьбяра по каменю Марко Гафа і його дружини Вероніки. Розпочав своє трудове життя різьбярем по каменю разом із батьком та старшим братом Мельхіоре, який став відомим скульптором. Він, можливо, вивчав архітектуру в Римі, хоча немає жодних документальних доказів того, що він коли-небудь покидав Мальту.
На початку 1660-х рр. він проявив сильний інтерес до архітектурного дизайну, а в 1661 р., як відомо, він брав участь у хорі церкви святого Філіпа в місті Зеббудж. Десь до 1666 року він працював над ретабло головного вівтаря в церкві Ста Сколастика і в домініканській церкві Благовіщення у своєму рідному місті Біргу. Також відомо, що він спроектував вівтар церкви Святого Миколая у Валлетті. Він також проектував або брав участь у будівництві таких церков:
- Церква св. Павла, Рабат (1664–83)
- Церква св. Павла, Валлетта (1666–80)
- Церква кармелітів, Мдіна (1668–72)
- Церква Саррія, Флоріана (1676)
- Церква Святого Миколая, Сіґґієві (1676–93)
- Монастир Св. Схоластика, Біргу (1679)
- Церква св. Рока, Валлетта (бл. 1680)
- Церква Святого Лаврентія, Біргу (1681–97)
- Церква святого мученика Петра, Марсашлокк (1682)
- Купол церкви Святого Георгія, Ормі (1684)
- Церква Святої Марії, Кренді (1685—1712)
- Церква Тал-Улас, Ормі (1690)
- Церква Святої Катерини, Зейтун (1692—1744)
- Церква Святого Духа, Зейтун (1688)
- Успенський собор, Вікторія, Гозо (1697—1711)
- Розширення Церкви Діви Марії Звитяжної, Валлетта (1699)

Деякі джерела також стверджують, що Гафа брав участь у будівництві церкви святої Катерини в м. Зуррік (1632–55), церкви Спасителя в Калкарі (1650), церкви святої Марії в в м. Зеббудж (1683), Церква Святого Духа в м. Зейтун (1688 р.), Церкви Святого Духа в Мдіні (1688 р.), Хорі церкви Різдва Марії в Наксарі (1691 р.), Церкви Благовіщення в Таршіен (1692 р.), церкви Святого Миколая в Мдіні (1692), церкви святої Агати в Мдіні (1694) та церкви святого Юліана в Сенглеї (1696).
У 1679 році Гафа спроектував і керував будівництвом хору собору Святого Павла в Мдіні, а згодом спроектував палац єпископа. Собор був частково зруйнований через кілька років під час землетрусу на Сицилії 1693 року, хоча новоспечений хор залишився недоторканим. Старий собор був розібраний, а між 1696 і 1705 роками був збудований новий собор за бароковим дизайном Гафа. Собор був освячений 8 жовтня 1702 року, і він вважається шедевром Гафа.
Гафа також спроектував деякі світські будівлі, серед яких Вілла Бічі (1675 р.), Палац Генеральної галери в Біргу (до 1695 р.), і, можливо, лікарня Та Саура в Рабаті (1655 р.).
Гафа помер 16 лютого 1703 року у віці 64 років.